# サン・フラテッロ
サン・フラテッロ（イタリア語: San Fratello, シチリア語: San Frateddu）は、イタリア共和国シチリア州メッシーナ県にある、人口約3,500人の基礎自治体（コムーネ）。

## 地理

### 位置・広がり

#### 隣接コムーネ
隣接するコムーネは以下の通り。
- アックエドルチ
- アルカーラ・リ・フージ
- カロニーア
- チェザロ
- ミリテッロ・ロズマリーノ
- サンターガタ・ディ・ミリテッロ